# Robert Adamson (pedagog)
Robert Eduardowicz Adamson (ros. Роберт Эдуардович Адамсон, ur. 16 maja 1928 we wsi Smolniki w rejonie newelskim w obwodzie pskowskim, zm. 10 stycznia 1995 w Loksie) – radziecki estoński nauczyciel i pedagog, Bohater Pracy Socjalistycznej (1978).

## Życiorys
Urodził się w estońskiej rodzinie chłopskiej w ZSRR. Uczył się w szkole w Smolnikach, naukę przerwał wybuch wojny ZSRR z Niemcami. W 1943 wraz z rodziną został przesiedlony przez Niemców do miasta Põltsamaa w Estonii, gdzie po wojnie uczył się w szkole średniej, w 1950 podjął studia w Tallińskim Nauczycielskim Instytucie Pedagogicznym (do 1952). W 1952 został skierowany do Loksy jako kierownik rejonowego oddziału edukacji rejonowego komitetu wykonawczego, następnie od 1953 do 1956 zaocznie studiował w Tallińskim Instytucie Pedagogicznym, uzyskując specjalność nauczyciela historii. Od 1954 był dyrektorem szkoły średniej w Loksie, pełnił tę funkcję przez następne 37 lat (do 1994), w 1955 został członkiem KPZR. Do 1987 w kierowanej przez niego szkole uczyło się 630 rosyjskich i 387 estońskich dzieci. Razem z nim w kierowanej przez niego szkole pracowała jako nauczycielka historii jego żona Ilma. Poza tym Adamson był założycielem szkoły muzycznej w Loksie. Od 1971 do 1975 był deputowanym do Rady Najwyższej Estońskiej SRR, a w latach 1976-1981 członkiem Komisji Rewizyjnej KC Komunistycznej Partii Estonii. Został pochowany na Cmentarzu Leśnym w Tallinie.

## Odznaczenia
- Złoty Medal „Sierp i Młot” Bohatera Pracy Socjalistycznej (27 czerwca 1978)
- Order Lenina (27 czerwca 1978)
- Order Czerwonego Sztandaru Pracy (27 września 1960)

I medale.